# Arnayon
Arnayon là một xã thuộc tỉnh Drôme trong vùng Auvergne-Rhône-Alpes đông nam nước Pháp. Xã Arnayon nằm ở khu vực có độ cao từ 588-1540 mét trên mực nước biển.